# 虎杖浜温泉

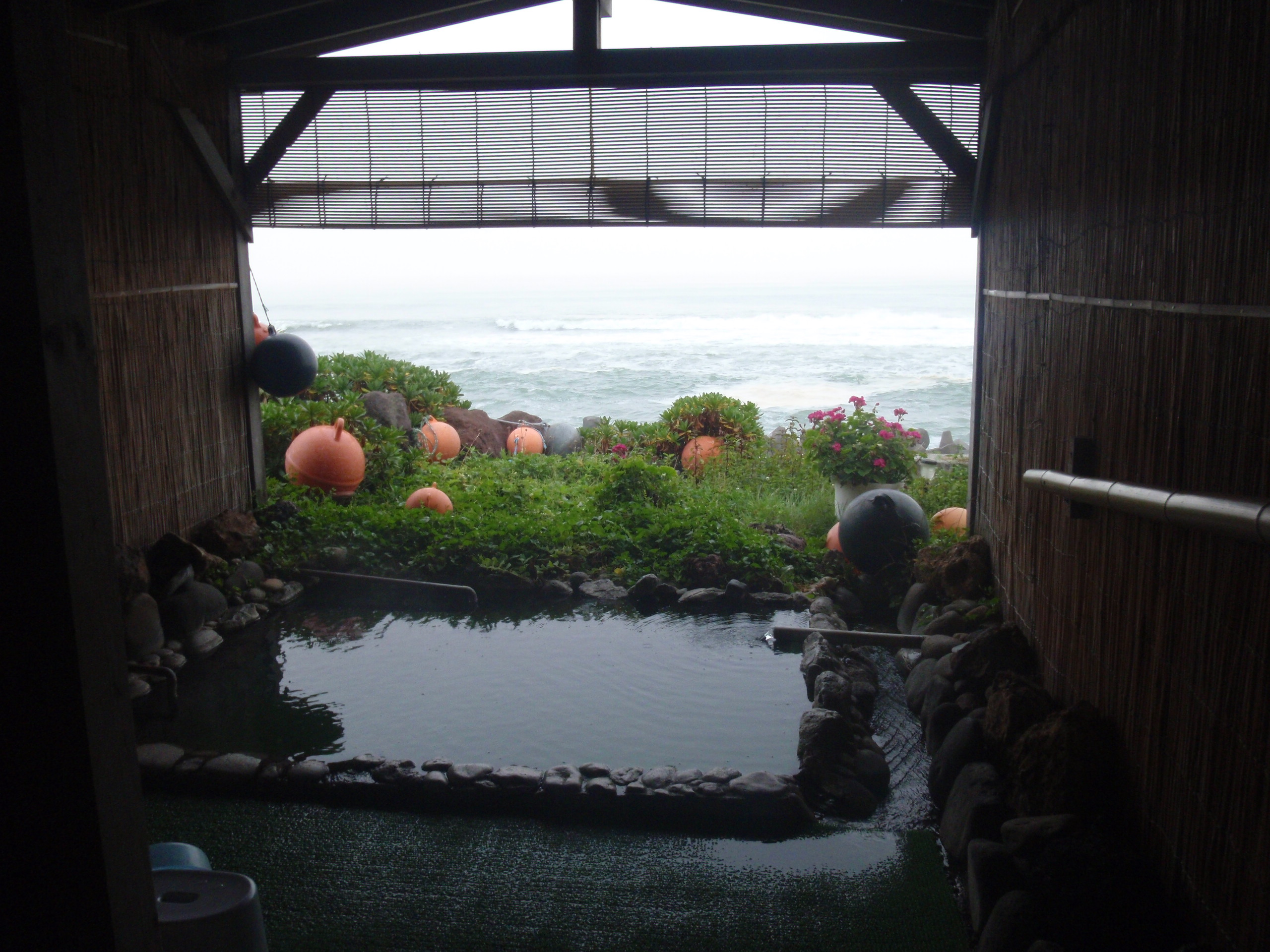
太平洋を望む半露天風呂

虎杖浜温泉（こじょうはまおんせん）は、北海道白老郡白老町竹浦から虎杖浜にかけて存在する温泉。

## 泉質
- 塩化物泉（含芒硝食塩泉）
- 単純温泉
- 硫黄泉など。
  - 源泉温度30 - 58℃、中性 - アルカリ性

## 温泉街
海岸の国道沿い6kmにわたる広範囲に30軒近くの宿泊施設、ドライブイン、土産物屋、料理屋などが並ぶ。道内一とも言われる豊富な湧出量を誇る。気軽に立ち寄れる温泉地として賑わいを見せたが、老朽化に伴い、温泉街としては衰退気味である。豊富な海の幸が売りで、毛ガニやタラコなど海の幸には事欠かない。

## 歴史
かつては白老臨海温泉と呼ばれており、1959年（昭和34年）の温泉ブームに便乗して、地下670メートルまでボーリングを実施し、源泉開発を行った。その後国道沿いに多くの立ち寄り型温泉施設、宿泊施設が設けられた。

## アクセス
- 鉄道：JR室蘭本線虎杖浜駅または竹浦駅下車。
- 車：道央自動車道登別東ICから8km。